# Helicon (gebouw)
Helicon is de naam van een gebouw in Den Haag. Het is genoemd naar de Griekse berg Helikon in Boeotië.
Het gebouw maakt deel uit van het Rijkskantoor 'de Resident', Parnassusplein 5. Het huisvest samen met het gebouw Castalia het Ministerie van Sociale Zaken en Werkgelegenheid en het Ministerie van Volksgezondheid, Welzijn en Sport.

## Architectuur
Het gebouw is ontworpen door Sjoerd Soeters en Jos van Eldonk. Het gebouw is een overkluizing van de sneltramlijn die onder het gebouw doorgaat. Bij de uitvoering van het gebouw werden naast de reeds genoemde architecten nog vier andere architecten geselecteerd, onder wie Michael Graves en César Pelli. Het uiteindelijk resultaat is een gebouw met drie plaatvormige kantoorgebouwen op een onderbouw met kantoren, winkels en parkeergarage. In totaal bevat het gebouw drie torens, uitgevoerd in Spaans metselwerk. Door de diepe neggen en het reliëf in de gevel wordt de schaduwwerking geaccentueerd en krijgt de gevel zo een klassieke rijkdom. Boven de tweebaans-trampoort is de gevel bedekt met aluminium. Er is in het midden een vorm van de Chrysler Building in New York te herkennen. De top van het aluminiumgedeelte vormt een project van de Chrysler Building. De drie gebouwen hebben in het verlengde van elkaar elk vijf 'naalden' op het dak. Door de omliggende gebouwen is het gebouw maar beperkt zichtbaar in de skyline van Den Haag.
De hoofdentree van het ministerie bevindt zich in het naastgelegen gebouw Castalia. Alle bezoekers gaan via een grote hal met roltrappen naar de vierde verdieping. Dit is de centrale laag in het complex waar beide gebouwen met twee bruggen zijn verbonden en waar het vergadercentrum, het restaurant en alle ondersteuning zich bevinden. In 2000 is door Soeters Van Eldonk Ponec architecten, als voorlopig einde aan de werkzaamheden, de 20e verdieping van het gebouw Castalia grondig verbouwd tot representatief vergadercentrum.

## Stedenbouwkunde
Het gebied rond De Resident (voorheen Lavi-Kavel) werd in 1989 op voorstel van Rob Krier herontwikkeld. De jonge stedenbouwkundige brak met de traditie van moderne Nederlandse stedenbouw en gaf ondubbelzinnig hoefijzervorming.